# Crotta d'Adda
Crotta d'Adda là một đô thị ở tỉnh Cremona, vùng Lombardia của Italia, có vị trí cách khoảng 60 km về phía đông nam của Milan và khoảng 15 km west of Cremona. Tại thời điểm ngày 31 tháng 12 năm 2004, đô thị này có dân số 667 người và diện tích là 13,0 km².
Crotta d'Adda giáp các đô thị: Acquanegra Cremonese, Castelnuovo Bocca d'Adda, Cornovecchio, Grumello Cremonese ed Uniti, Maccastorna, Meleti, Monticelli d'Ongina, Pizzighettone, Spinadesco.